# Feldkirch (Francia)
Feldkirch è un comune francese di 966 abitanti situato nel dipartimento dell'Alto Reno nella regione del Grand Est.

## Società

### Evoluzione demografica
Abitanti censiti